# Tephrina supergressa
Tephrina supergressa är en fjärilsart som beskrevs av Louis Beethoven Prout 1913. Tephrina supergressa ingår i släktet Tephrina och familjen mätare. Inga underarter finns listade i Catalogue of Life.